# Gemeenschap van Portugeessprekende Landen
De Gemeenschap van Portugeestalige Landen (Portugees: Comunidade dos Países de Língua Portuguesa, CPLP) is de unie tussen de landen waar het Portugees een officiële taal is. De organisatie is te vergelijken met de Nederlandse Taalunie. De taalgemeenschap werd opgericht in 1996 en het hoofdkwartier is in Lissabon gevestigd.
Bij de oprichting in 1996 waren er zeven landen lid en na de onafhankelijkheid in 2002 werd Oost-Timor als achtste volwaardige lid verwelkomd. Equatoriaal-Guinea werd in 2014 het voorlopig laatste land dat toetrad als volwaardige lidstaat. Verscheidene landen hebben officiële waarnemersstatus.
Alle officiële deelnemende landen zijn na Portugal zelf koloniën van het land geweest. Het hoofd van de unie is Maria do Carmo Silveira uit São Tomé en Príncipe. De vorige hoofden kwamen uit Angola, Brazilië, Mozambique, Kaapverdië en Guinee-Bissau. De Portugeessprekende landen zijn ook lid van de Latijnse Unie.

## Leden

### Lidstaten
| Land                 | Toetreding | Officiële landstalen       | Continent    | Bevolking   |
| -------------------- | ---------- | -------------------------- | ------------ | ----------- |
| Portugal             | 1996       | Portugees                  | Europa       | 10,347,892  |
| Angola               | 1996       | Portugees                  | Afrika       | 31,127,674  |
| Brazilië             | 1996       | Portugees                  | Zuid-Amerika | 210,147,125 |
| Guinee-Bissau        | 1996       | Portugees                  | Afrika       | 1,726,000   |
| Kaapverdië           | 1996       | Portugees                  | Afrika       | 483,628     |
| Mozambique           | 1996       | Portugees                  | Afrika       | 30,066,648  |
| Sao Tomé en Principe | 1996       | Portugees                  | Afrika       | 211,028     |
| Oost-Timor           | 2002       | Portugees en Tetum         | Azië/Oceanië | 1,340,513   |
| Equatoriaal-Guinea   | 2014       | Portugees, Spaans en Frans | Afrika       | 1,454,789   |

### Observerende lidstaten
| Land                | Toetreding | Officiële landstalen       | Continent     | Bevolking     |
| ------------------- | ---------- | -------------------------- | ------------- | ------------- |
| Mauritius           | 2006       | Geen (de jure)             | Afrika        | 1,265,475     |
| Senegal             | 2008       | Frans                      | Afrika        | 15,854,323    |
| Georgië             | 2014       | Georgisch                  | Azië/Europa   | 4,012,104     |
| Japan               | 2014       | Japans                     | Azië          | 125,470,000   |
| Namibië             | 2014       | Engels                     | Afrika        | 2,550,226     |
| Turkije             | 2014       | Turks                      | Azië/Europa   | 83,614,362    |
| Tsjechië            | 2016       | Tsjechisch                 | Europa        | 10,701,777    |
| Hongarije           | 2016       | Hongaars                   | Europa        | 9,730,000     |
| Slowakije           | 2016       | Slovaaks                   | Europa        | 5,464,060     |
| Uruguay             | 2016       | Spaans                     | Zuid-Amerika  | 3,518,552     |
| Andorra             | 2018       | Catalaans                  | Europa        | 77,543        |
| Argentinië          | 2018       | Spaans                     | Zuid-Amerika  | 44,938,712    |
| Chili               | 2018       | Spaans                     | Zuid-Amerika  | 17,574,003    |
| Frankrijk           | 2018       | Frans                      | Europa        | 67,522,000    |
| Italië              | 2018       | Italiaans                  | Europa        | 60,317,116    |
| Luxemburg           | 2018       | Luxemburgs, Duits en Frans | Europa        | 633,622       |
| Servië              | 2018       | Servisch                   | Europa        | 6,926,705     |
| Verenigd Koninkrijk | 2021       | Engels                     | Europa        | 67,081,234    |
| Canada              | 2021       | Engels en Frans            | Noord-Amerika | 38,048,738    |
| Griekenland         | 2021       | Grieks                     | Europa        | 10,718,565    |
| India               | 2021       | Hindi en Engels            | Azië          | 1,352,642,280 |
| Ierland             | 2021       | Engels en Iers             | Europa        | 4,977,400     |
| Ivoorkust           | 2021       | Frans                      | Afrika        | 26,378,274    |
| Qatar               | 2021       | Arabisch                   | Azië          | 2,795,484     |
| Spanje              | 2021       | Spaans                     | Europa        | 47,450,795    |
| Peru                | 2021       | Spaans                     | Zuid-Amerika  | 32,824,358    |
| Roemenië            | 2021       | Roemeens                   | Europa        | 19,317,984    |
| Verenigde Staten    | 2021       | Geen                       | Noord-Amerika | 331,449,281   |

Afrikaans · 
Frans · Nederlands · 
Portugees · 
Romaans · 
Turks

Hispanidad · 
Hispanofonie · 
Lusophonia